# Betrichia argentinica
Betrichia argentinica är en nattsländeart som beskrevs av Oliver S. Flint Jr. 1972. Betrichia argentinica ingår i släktet Betrichia och familjen smånattsländor. Inga underarter finns listade i Catalogue of Life.